# Derval O'Rourke
Derval O'Rourke, född den 28 maj 1981 i Cork, är en irländsk friidrottare som tävlar i häcklöpning.
O'Rourke deltog vid Olympiska sommarspelen 2004 i Aten där hon blev utslagen i försöken på 100 meter häck. Under 2005 var hon i semifinal både vid inomhus-EM på 60 meter häck och på VM i Helsingfors. 
Hennes första mästerskapsmedalj vann hon vid EM i Göteborg då hon blev silvermedaljör efter Susanna Kallur på tiden 12,72. Vid VM 2007 blev hon utslagen i semifinalen på 100 meter häck. 
Under 2008 vann hon guld vid inomhus-VM på 60 meter häck på tiden 7,84. Hon deltog även vid Olympiska sommarspelen 2008 där hon emellertid blev utslagen redan i försöken.
Under 2009 deltog hon vid inomhus-EM där hon blev bronsmedaljör på 60 meter häck på tiden 7,97. Senare samma år var hon i final vid VM i Berlin där hon slutade på fjärde plats. 
Vid EM 2010 i Barcelona noterade hon ett nytt personligt rekord på 12,65 men trots det blev hon bara silvermedaljör.

## Personliga rekord
- 60 meter häck - 7,84 från 2006
- 100 meter häck - 12,65 från 2010